# De spannende verhalen van Ome Henk
De spannende verhalen van Ome Henk is het debuutalbum van Ome Henk, dat in 1991 werd uitgebracht. De plaat bleef 6 weken in de album top 100 staan en bereikte de 52ste plaats. Het valt op dat er op dit album van Ome Henk meer verhaaltjes dan liedjes staan, in tegenstelling tot zijn latere albums. Ook klinkt Ome Henk op deze CD anders dan op latere platen.  De single Olee Olee Sinterklaas is here to stay bereikte de 19e plaats in de Nederlandse Top 40.
Dit album heeft 2 hoezen: eentje met een dronken Ome Henk die tegen iemand schreeuwt (de oude hoes) en eentje waarop Sinterklaas de Kerstman een knal verkoopt (de nieuwe hoes). De originele tekeningen van de oude hoes zijn echter per ongeluk in brand gestoken. Hierna werd de CD (in 1994) opnieuw uitgebracht met de nieuwe hoes.
Naast Ome Henk, maken de volgende belangrijke personages hun eerste opkomst: Jantje, Ed van Hooydonk, Arie de Beuker en Big, Bag en Bog.

## Tracklist
1. "Introductie"
2. "Olee Olee Sinterklaas is here to stay"
3. "Met mijnheer van Hooydonk naar de dierentuin"
4. "Ik ben verkouwe!"
5. "Ans en Pietje"
6. "Arie de Beuker spreekt tot u"
7. "Zure regen"
8. "Peter en de Wolf"
9. "Het is weer kerstfeest dit jaar"
10. "De verjaardag van Ome Henk"

## Singles
1. "Olee Olee Sinterklaas is here to stay"
2. "Ik ben verkouwe!"